# Église de l'Archiconfrérie du Cappuccio alla Pietrasanta
Pour les articles homonymes, voir Cappuccio et Pietrasanta (homonymie).
L'église de l'archiconfrérie du Cappuccio alla Pietrasanta est une petite église du centre historique de Naples, contiguë à la chapelle Pontano. Ces deux édifices se trouvent juste à droite de la façade de l'église Santa Maria Maggiore alla Pietrasanta.

## Description

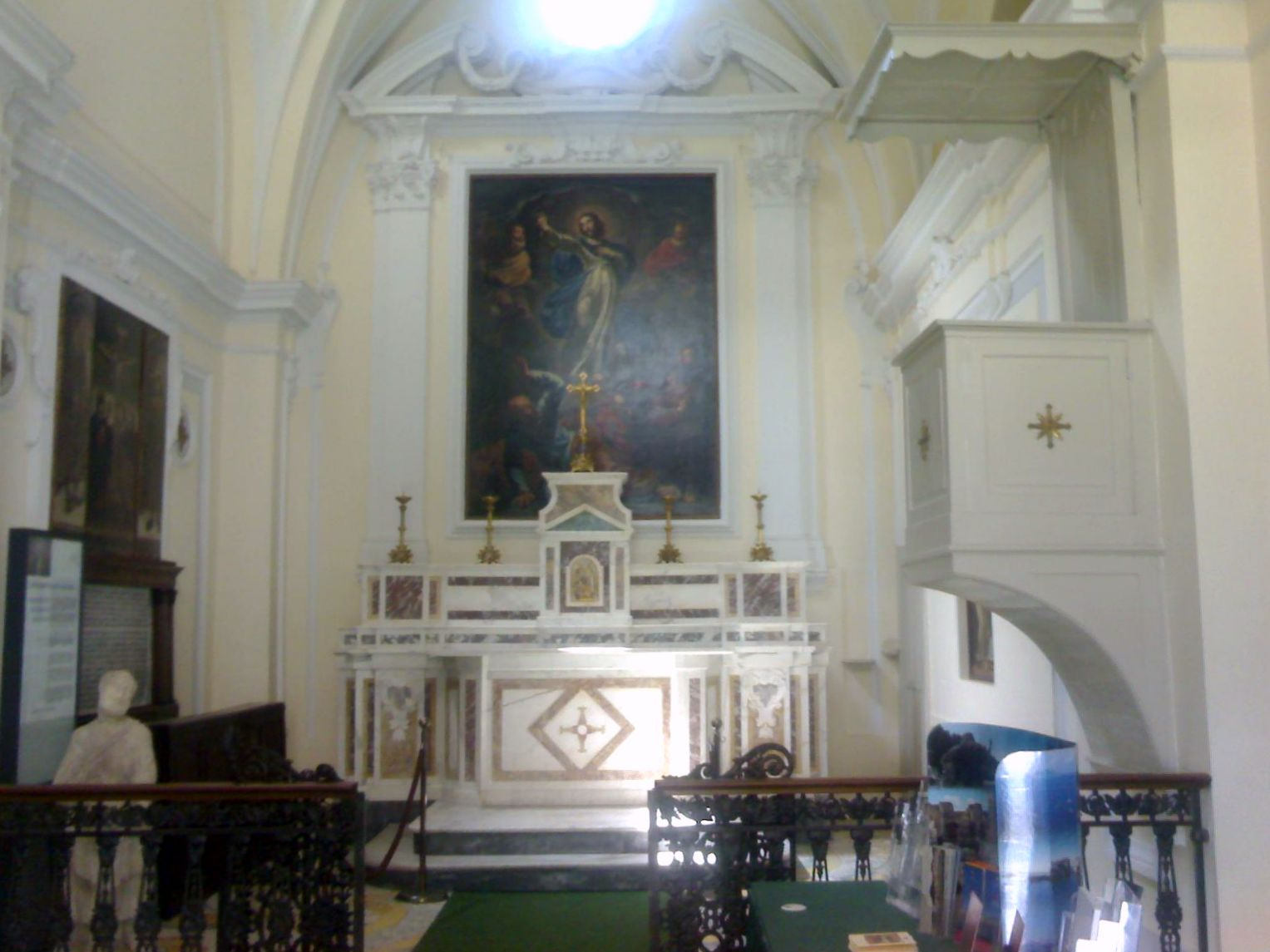
Intérieur.

Cette petite église, dite aussi église du Sauveur (chiesa del Salvatore), donne sur le petit escalier de piperno de l'église de la Pietrasanta. Elle a été fondée comme église autonome, mais a brièvement constitué un unique lieu de culte avec la chapelle des Pontano (beaucoup plus ancienne) qui a servi alors de sacristie à l'archiconfrérie en question. À la fin du XIXe siècle, les deux petites églises sont devenues tout à fait distinctes. 
L'intérieur, de dimensions modestes, a été remanié dans la seconde partie du XVIIIe siècle; c'est à cette occasion qu'il a été enrichi d'un précieux pavement de majolique et d'un maître-autel aux marbres polychromes. L'extérieur est caractérisé par un portail de piperno surmonté d'une fenêtre en demi-lune. À droite en sortant se trouve un pseudo-édicule surmonté d'une plaque rappelant la reconstruction de la coupole de l'église Santa Maria Maggiore alla Pietrasanta, en 1820.

## Source de la traduction
- (it) Cet article est partiellement ou en totalité issu de l’article de Wikipédia en italien intitulé « Chiesa dell'Arciconfraternita del Cappuccio alla Pietrasanta » (voir la liste des auteurs).